# Reitende Artillerie

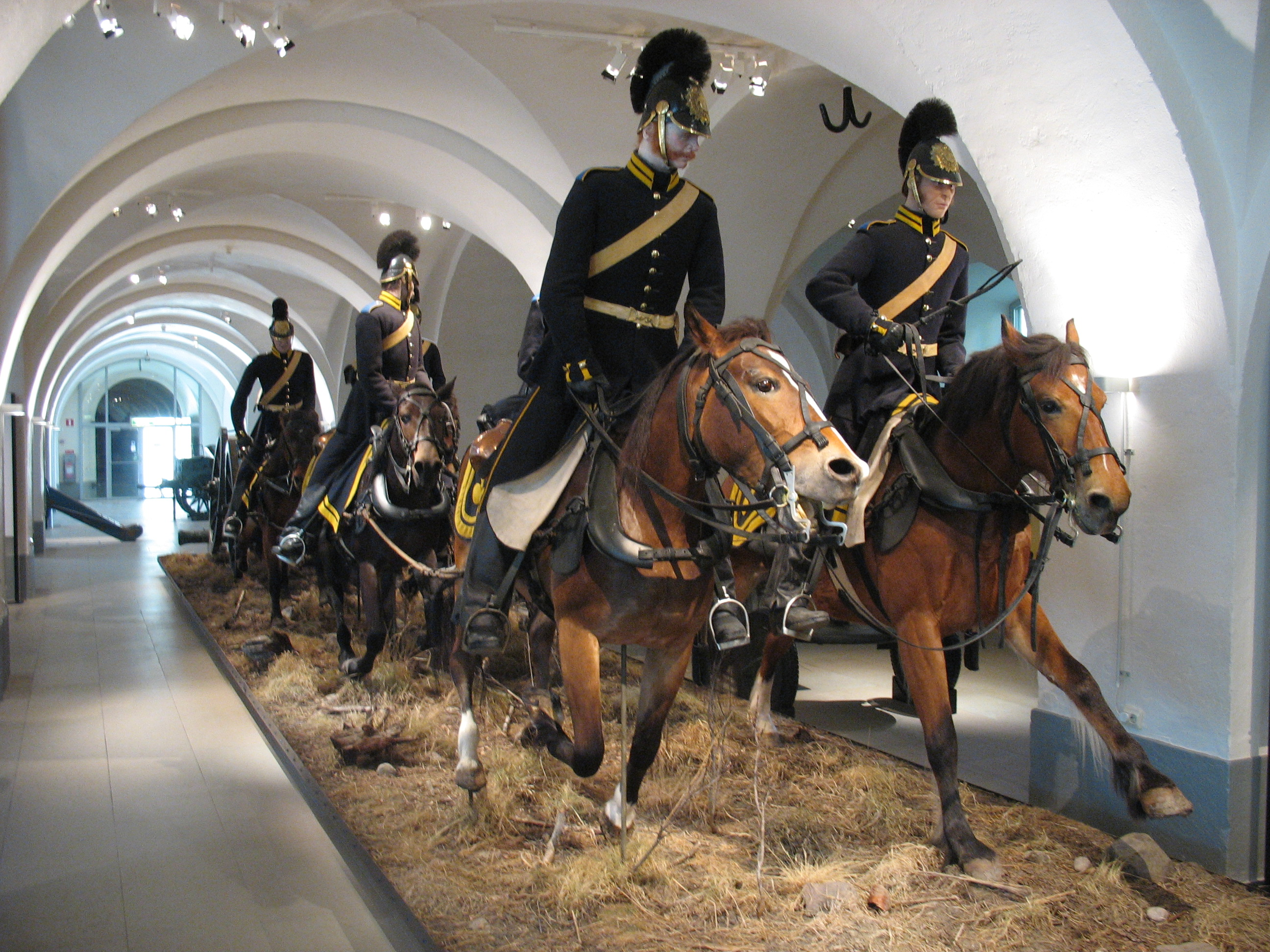
Sechsspännig gezogenes Geschütz von vorn

Als reitende Artillerie wurde die Artillerie bezeichnet, deren Kanoniere zur besseren Beweglichkeit auf Pferden ritten. Die reitende Artillerie bildete im Deutschen Heer zusammen mit der fahrenden Artillerie die Feldartillerie.

## Begriffe
Friedrich der Große, der als Begründer der reitenden Artillerie angesehen wird (wenn auch schon vorher ähnliche Institutionen für kurze Zeit auftauchten), nannte die neue Waffe „reitende Artillerie“. In Frankreich hieß sie zunächst „Artillerie legere“ oder auch „Artillerie volante“, später „Artillerie à cheval“. In Deutschland findet sich auch (selten) die Bezeichnung „berittene Artillerie“ oder „Artillerie zu Pferde“.

## Einsatz, Taktik
Normalerweise marschierten die Bedienungsmannschaften der Geschütze zu Fuß neben diesen her oder saßen auf der Protze auf. Dadurch, dass man die Mannschaften beritten machte, konnte die Artillerie eine ähnliche Geschwindigkeit und Beweglichkeit wie die Kavallerie erreichen und zusammen mit dieser eingesetzt werden.
Das übliche Geschoß der Feldartillerie war bis zur Einführung von Geschützen mit gezogenem Rohr (also vor etwa 1860) die Vollkugel. Diese wirkte gegen feindliche Infanterie am besten, wenn sie als Rikoschettschuss so gezielt wurde, dass sie aus der Flanke in den Linien der Infanterie mehrfach aufprallte und dadurch etliche nebeneinander stehende Soldaten ausschaltete.
Wenn Kavallerie gegen Infanterie kämpfte, legte sie die letzten zweihundert Meter im Galopp zurück: Die Gewehre der Infanterie wirkten noch um 1815 bis etwa 200 m, und diese Strecke war in 20 Sekunden zu durchmessen, einer Zeit, in der die Infanterie nur eine Salve abgeben konnte. Nach Abgabe dieser Salve konnte sie sich nur noch mit Bajonett gegen die jetzt eindringende Kavallerie wehren. Da die Kavallerie aufgrund höherer Geschwindigkeit und Wendigkeit aber auch aus Flanke und Rücken angreifen konnte, musste die von Kavallerie angegriffene Infanterieformation ein Karree bilden, um sich gegen Angriffe von allen Seiten wirksam zu verteidigen. Diese Karrees aus dicht gedrängt stehenden Soldaten waren gegen Beschuss durch Artillerie, die außerhalb der Gewehrschussweite aufgestellt war und die Kavallerie begleiten konnte, sehr verwundbar.
Verbände aus Kavallerie und reitender Artillerie konnten daher gegen Infanterie sehr erfolgreich sein.

## Geschichte
Wann und durch wen in der Geschichte ein erstes Mal reitende Artillerie im Sinne der eingangs gewählten Definition erfolgte, ist nicht ganz klar: Verschiedene Herrscher aus dem 16. und 17. Jahrhundert werden genannt, indessen ist aus den Quellen nicht zu entnehmen, ob es sich hierbei nur um die Einführung leichter besonders beweglicher Geschütze handelte, oder ob die Bedienungen dieser Geschütze auch beritten waren. Die erste nachweislich reitende Batterie wurde 1759 in Preußen durch Friedrich den Großen aufgestellt, andere Staaten folgten bald nach.
Schon im 16. Jahrhundert wurden vorübergehend der Reiterei leichte Geschütze mit doppelter Bespannung beigegeben. Gustav Adolf manövrierte seine leichte Regimentsartillerie mit der Kavallerie und 1675 verwendete der Große Kurfürst gegen die Schweden nicht nur mit Pferden bespannte Kanonen, sondern auch eine Bedienung der Artillerie zu Pferde. Der Gebrauch der berittenen Artillerie setzte sich jedoch noch nicht durch. Der eigentliche Schöpfer der reitenden Artillerie (artillerie légère oder volante) als bleibende Einrichtung ist Friedrich der Große, der durch die russischen Kavallerie-Regimenter angeregt wurde, die während des siebenjährigen Krieges je zwei leichte Geschütze mit berittener Bedienung (berittene Artillerie) bei sich führten. Friedrich ließ durch Kabinettsorder vom 21. April 1759 eine „Reitende Artillerie-Brigade“ von 10 Sechspfündern aufstellen, später „Batterie Reitende Artillerie“ genannt. Er besaß somit eine bewegliche Artillerie, die unter allen Umständen den Märschen der Armee folgen konnte. Der Unterschied der friderizianischen reitenden Artillerie zu dem ähnlichen russischen Institut bestand darin, dass sie nicht nur eine Beigabe zur Kavallerie waren, auch keine vereinzelten Regimentsgeschütze, sondern ein selbständiger Truppenteil. Man wollte nicht nur einige Granat- oder Kartätschschüsse abzugeben, sondern bezweckte eine wirkliche artilleristische Wirkung mit Sechspfündern.
Im 19. Jahrhundert diente reitende Artillerie den Korps- und Divisionskommandeuren als besonders bewegliche Artilleriereserve, eine Aufgabe, die gegen Ende des Jahrhunderts schwand: Es konnte im Laufe des 19. Jahrhunderts die Schussweite der Feldkanonen von 1000 bis 1200 Meter auf 6 bis 7 km, also um das Sechsfache, gesteigert werden: Um einen Feuerschwerpunkt im Gefechtsstreifen eines Verbandes zu verlegen, musste also Ende des 19. Jahrhunderts nicht mehr die Feuerstellung gewechselt werden: Es genügte ein Schwenken des Geschützes.
Ferner besaß jede Kavallerie-Division eine Batterie oder Abteilung reitender Artillerie. Dies blieb so, bis -spätestens im und nach dem Zweiten Weltkrieg- die Kavallerie als Truppengattung verschwand.

## Einzelne Staaten

### Preußen bis 1870
1759 stellte Preußen eine erste „Reitende Artillerie-Brigade“ auf, bestehend aus 10 Sechspfündern, wobei die Kanoniere alle beritten waren. Diese Formation ging noch im gleichen Jahr in der Schlacht bei Kunersdorf verloren, wurde sofort wieder aufgestellt, jetzt aber nur noch mit 6 Sechspfündern und blieb auch nach dem Frieden von Hubertusburg bestehen. In der Folgezeit wurde sie erheblich vermehrt: 1773 gliederte sie sich in sieben Batterien zu je acht sechspfündigen Kanonen und zwei siebenpfündigen Haubitzen, in den 1790er Jahren wuchs sie zu einem Regiment zu 10 Kompagnien an. Nach der Katastrophe von 1806/07 erfolgte 1808 eine Neugliederung: Die gesamte Artillerie wurde jetzt in drei Regimenter geteilt, jedes Artillerieregiment erhielt 12 Fußkompagnien und 3 reitende Kompagnien. Die reitenden Kompagnien hatten eine Sollstärke von 5 Offizieren, 14 Unteroffizieren, 2 Trompetern und 112 Gemeinen, 2 siebenpfündigen Haubitzen und 2 sechspfündigen Kanonen sowie 132 Pferden. Im Rahmen der Befreiungskriege wurde die Zahl der reitenden Kompagnien vermehrt.
In der ab 1816 geltenden Friedensgliederung hatte jedes Korps eine Artillerie-Brigade, in der Artilleriebrigade gab es drei Abteilungen zu drei Fuß- und einer reitenden Kompanie. Neben der Handhabung des Geschützes wurden die Kanoniere der Reitenden Artillerie auch im Reiten ausgebildet. Sie waren mit Kavalleriesäbel bewaffnet, ihre Uniform in einigen Details derjenigen der Kavallerie angeglichen. So trugen sie am Säbel auch keine Troddel, sondern einen Faustriemen. Gemäß A.K.O. vom 20. November 1854 wurden die drei reitenden Kompanien eines jeden Artillerieregiments, jetzt Batterien genannt, in einer Reitenden Abteilung zusammengefasst. Im Kriegsfall (so 1866 und 1870/71) wurden ein oder zwei dieser Batterien einer Kavalleriedivision zugeteilt und durch Neuaufstellungen ersetzt.

#### Abgekürzte Schreibweise
Vor allem in den Ranglisten wurde die Reitende Abteilung eines Artillerieregiments mit einem großen R, die einzelnen Batterien mit einem kleinen r gekennzeichnet: R/1 ist also die Reitende Abteilung des Feldartillerie-Regiments 1, 1.r/1 die 1. reitende Batterie dieses Regiments.

### Bayern, Sachsen, Württemberg, Baden, Hessen-Darmstadt bis 1870
Bayern hatte zunächst keinerlei reitende Artillerieformationen. Erst am 15. Mai 1867 wurden beim 2. und 3. bayer. Feldartillerie-Regiment je zwei reitende Batterien aufgestellt.
Sachsen hatte in der Zeit nach 1815 eine „Reitende Artillerie-Brigade“ in Stärke von zwei Batterien zu je 4 Offizieren, 10 Unteroffizieren, zwei Trompetern und 58 Mannschaften und 69 Dienstpferden. Auch bei Neuorganisation des Sächsischen Heeres 1867 blieben diese beiden Batterien, jetzt als „Reitende Abteilung“ des (sächs.) Feldartillerieregiments 12, stationiert in Geithain, bestehen.
Württemberg hatte in der Zeit nach 1815 ein Artillerieregiment, bestehend aus einer Fußabteilung zu drei Batterien, und einer reitenden Abteilung zu drei Batterien. jede reitende Batterie zu 4 Offizieren, 14 Unteroffizieren, 3 Trompetern, 74 Mannschaften und einem Hufschmied, dazu 45 Reitpferde, sechs 6-Pfünder-Kanonen und 2 10-Pfünder-Haubitzen (davon im Frieden allerdings nur 4 Geschütze bespannt).
Das Königreich Hannover hatte Zeit seines Bestehens eine Artillerie-Brigade, der unter anderem Reitende Artillerie angehörte:
- ein Stab (Major), sein Adjutant (Oberleutnant), ein Arzt, ein Stabs-Fourier, ein Sattlermeister und ein Sattlergehilfe
- 2 Kompanien zu je 5 Offizieren, 3 Oberfeuerwerkern, 1 Fourier, 6 Feuerwerker, 4 Bombardiere, 2 Schmiede, 3 Trompeter, 120 Kanoniere[20].

Baden hatte in der Zeit nach 1815 eine Artilleriebrigade, bestehend aus drei fahrenden und einer reitenden Batterie. Letztere bestand aus 4 Offizieren, 14 Unteroffizieren, 3 Trompetern, 181 Mannschaften, dazu 67 Reit- und 68 Zugpferden sowie sechs 6-Pfünder-Kanonen. Auch nach der Reichsgründung blieb diese reitende Batterie beim 1. großherzogl. badischen Feldartillerie-Regiment Nr. 14 bestehen und wurde erst zum 1. Oktober 1913 in die 6. fahrende Batterie dieses Regiments umgewandelt.
Hessen-Darmstadt hatte in der Zeit nach 1815 eine Artilleriekorps, bestehend aus zwei Kompagnien Fußartillerie und einer halben Kompagnie reitender Artillerie, letztere zu 2 Offizieren, 7 Unteroffizieren, 2 Trompetern, 64 Mannschaften, 41 Reitpferden, einer 7-Pfünder-Haubitze und drei Sechspfünder-Kanonen, die Zugpferde für die Geschütze wurden offenbar erst im Kriegsfall ausgehoben. Wie in Baden, blieb auch diese als reitende Batterie des 1. großherzogl. hessischen Feldartillerie-Regiments Nr. 25 bis 1. Oktober 1913 bestehen und wurde erst dann in eine fahrende umgewandelt.
Die übrigen Kleinstaaten des Deutschen Bundes hatten keinerlei reitende Artillerie.

### Deutsches Kaiserreich
Nach Umgliederung der Feldartillerie in den Jahren 1872 bis 1874 hatte jede Feldartillerie-Brigade eines Korps zwei Feldartillerie-Regimenter: Ein Korps- und ein Divisionsartillerieregiment. Die reitende Abteilung (zu 3 Batterien, wie bisher) trat zum Korpsartillerie-Regiment.
Die Reduzierung der aktiven Wehrpflicht von 3 auf 2 Jahre im Jahr 1893 galt nicht für die Soldaten der reitenden Artillerie, die -wie auch die Soldaten der Kavallerie- weiterhin drei Jahre zu dienen hatten.
In der nächsten bedeutenden Umgliederung vom 1. April 1899 erhielt jedes Korps vier Artillerieregimenter zu je zwei Abteilungen, eine der acht Abteilungen eines jeden Korps war als reitende ausgebildet und hatte zwei oder drei Batterien. Zum 1. Oktober 1913 trat erneut eine Änderung ein: Die reitenden Abteilungen mit drei Batterien wurden in fahrende umgewandelt, die mit zwei Batterien (zu 6 Geschützen) wurden in solche mit 3 Batterien zu 4 Geschützen umgewandelt und als III. (reitende) Abteilung den Feldartillerieregimentern 1. Garde, 1. 3, 5, 6,.8, 10, 11, 12 (sächs.), 35 und 2.bayer. beigegeben. Diese 11 Abteilungen wurden bei Mobilmachung 1914 den 11 Kavalleriedivisionen des Deutschen Heeres unterstellt.

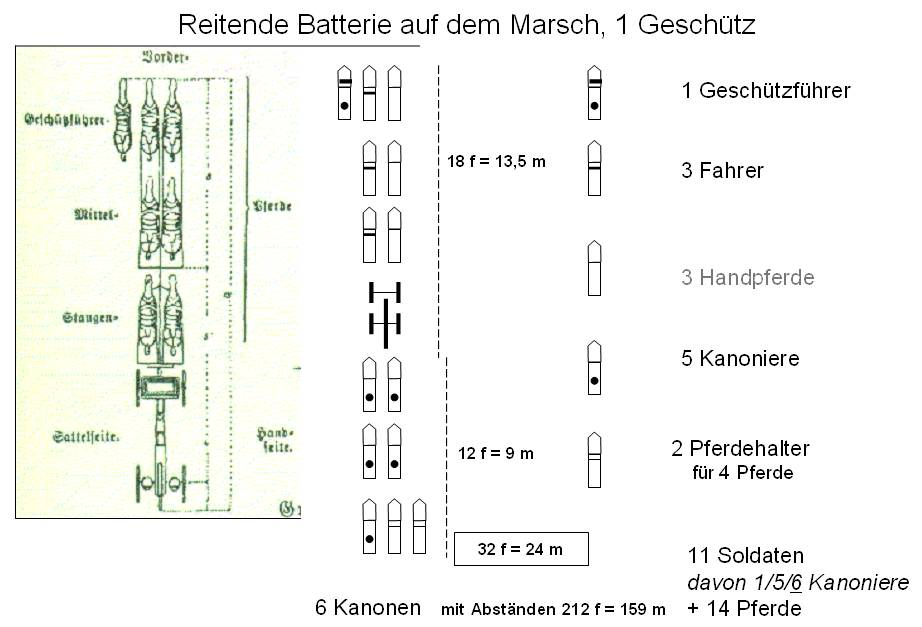
Reitende Batterie auf dem Marsch
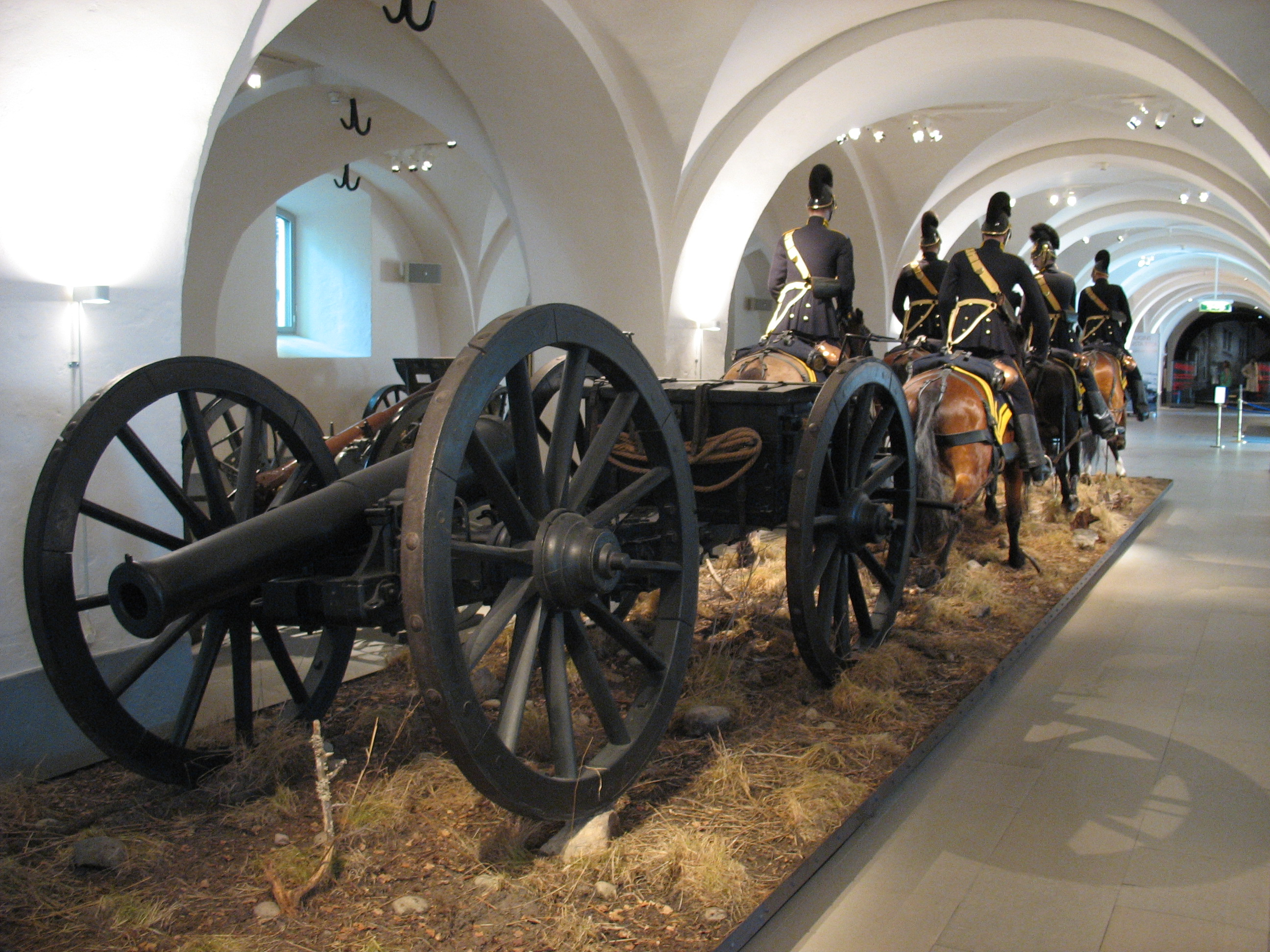
Sechsspännig gezogenes Geschütz von hinten
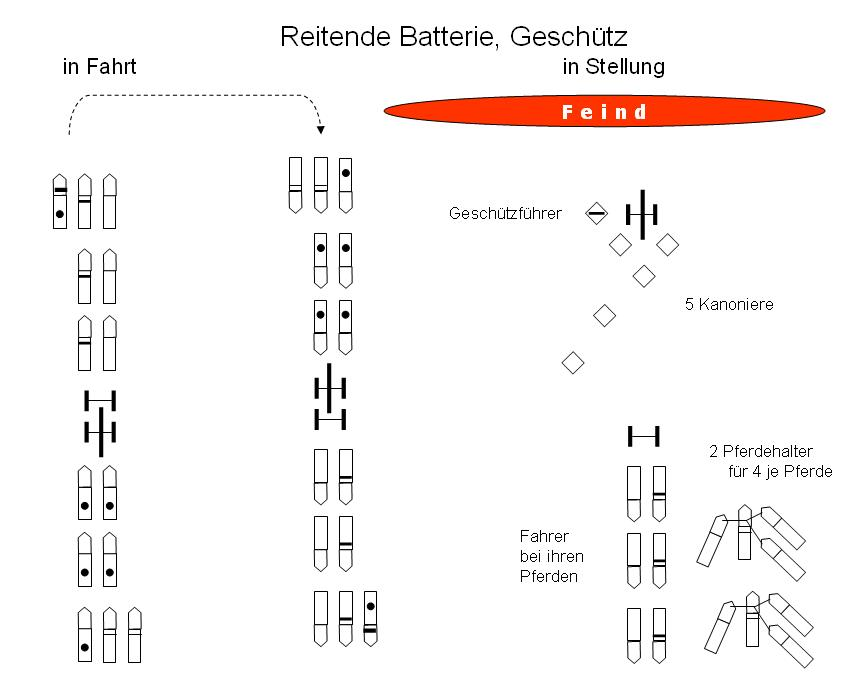
Reitende Batterie auf dem Marsch in Stellung
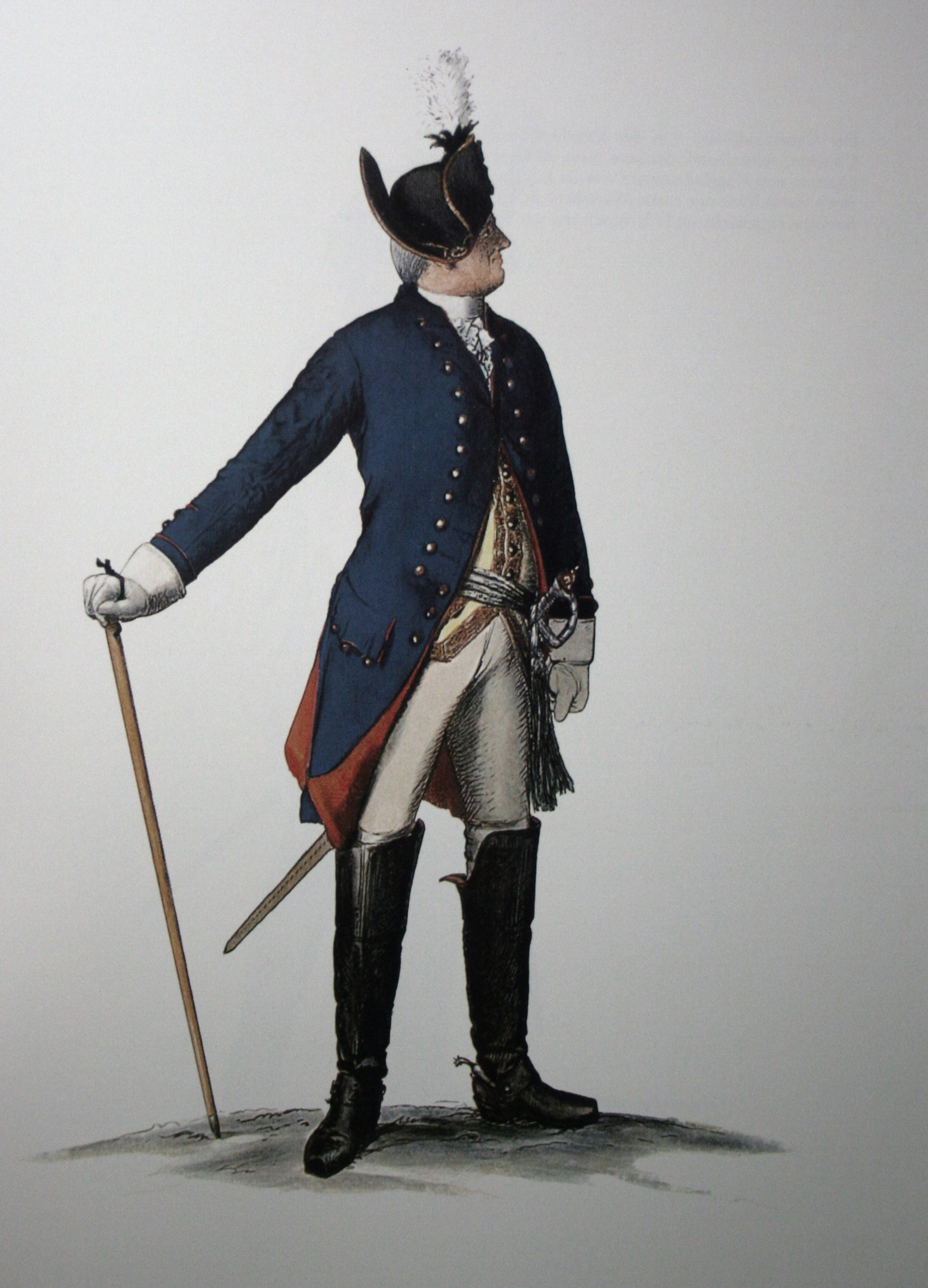
Offizier der altpreußischen berittenen Artillerie
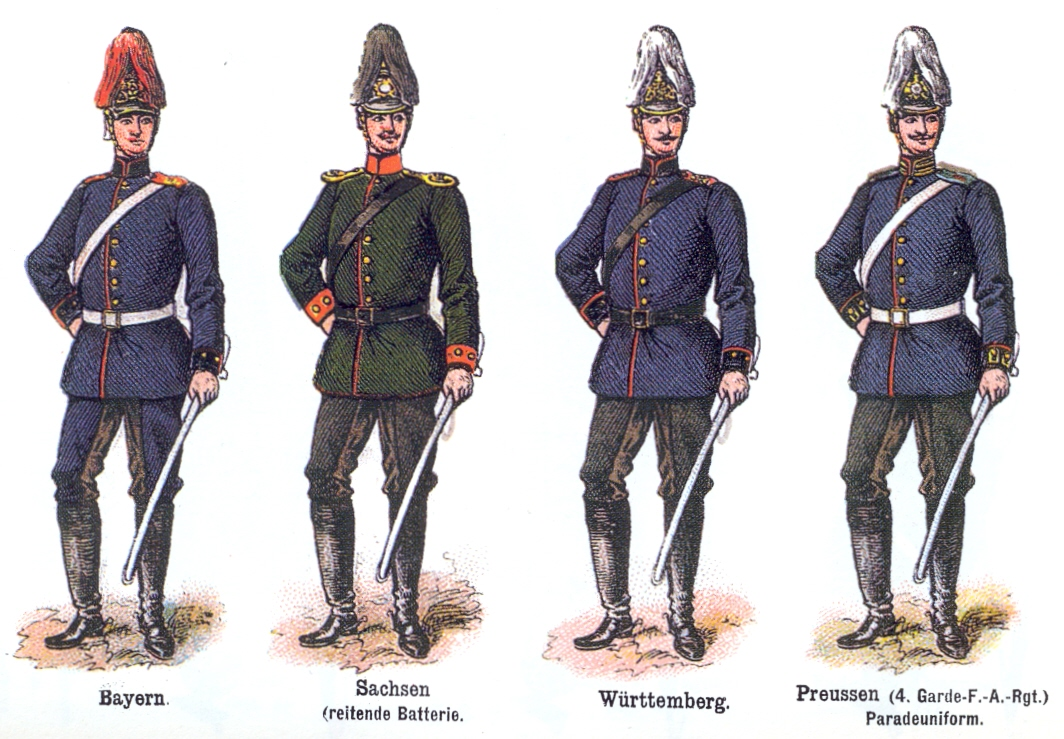
Uniformen der Berittenen Artillerie 1900

### Reichswehr und Wehrmacht
Die Reichswehr war überreichlich mit Kavallerie ausgestattet: Da sich im Ersten Weltkrieg der Einsatz der im Unterhalt sehr teuren Kavallerie als vielfach nutzlos herausgestellt hatte, billigten die Siegermächte hier Deutschland einen relativ hohen Anteil an Truppen zu. So bestanden neben den sieben Infanterie- auch drei Kavalleriedivisionen, für jede dieser Divisionen war eine reitende Artillerie-Abteilung zu drei Batterien mit je vier 7,7-cm-Feldkanone 16 vorhanden. Die Höchststärke einer solchen Abteilung legte der Friedensvertrag von Versailles auf 20 Offiziere und 400 Unteroffiziere und Mannschaften fest. Diese drei Abteilungen waren die IV./Artillerie-Regiment 3 in Potsdam, V./Artillerie-Regiment 3 in Sagan und Sprottau und die IV./Artillerieregiment 6 in Verden.
Im Zuge des Heeresneuaufbaues ab 1933 wurden am 1. Juli 1936 die bestehenden Kavalleriedivisionen (und damit auch deren Reitende Artillerieabteilungen) aufgelöst und das Personal zur Bildung anderer (häufig motorisierter) Formationen verwendet. Lediglich in Ostpreußen blieb eine Kavalleriebrigade, bestehend aus zwei Reiter-Regimentern, erhalten und wurde bis 1939 um weitere Truppen, so auch eine Reitende Artillerie-Abteilung, vermehrt. Deren drei Batterien waren jetzt mit der neu eingeführten 7,5-cm-Feldkanone 18 ausgerüstet. Im Oktober 1939 wurde diese Brigade zur „1. Kavalleriedivision“ ausgebaut, die Artillerieabteilung zu einem Regiment mit zwei Abteilungen zu je drei mit 7,5-cm-Feldkanone 18 ausgerüsteten reitenden Batterien. Bis zum Beginn des Russlandfeldzuges wurde dieses Regiment um eine weitere Reitende Abteilung verstärkt, dann jedoch wurde die Division im November 1941 in die 24. Panzer-Division umgegliedert. Damit endete im Prinzip die Geschichte der Reitenden Artillerie in Deutschland.
Zwar wurden ab 1943 erneut an der Ostfront Kavallerieformationen in Regiments-, Brigade- und sogar Divisionsstärke aufgestellt, (z. B. die 3. und 4. Kavalleriedivision) die von Fall zu Fall auch Artillerie erhielten, indessen ist im Schrifttum nicht überliefert, inwieweit diese Artillerieformationen als reitende, als fahrende oder als motorisierte ausgerüstet und gegliedert waren.

### Österreich
Österreich ging zunächst eigene Wege. Im Jahr 1772 war die Feldartillerie in drei Regimenter geteilt worden, die jeweils in vier Bataillone zu je 4 Kompanien zerfielen. Im Kriegsfall wurden einige Geschütze aus diesen Regimentern mit ihren Mannschaften einzelnen Infanterieregimentern quasi als Begleitartillerie zugeteilt, der Rest bildete die Reserveartillerie. Ab 1780 wurden vier „Cavallerie-Batterien“ errichtet: Zum ersten Mal in Österreich taucht hier der Begriff „Batterie“ auf, also einer Formation, bei der Mannschaften und Geschützmaterial in Friedens- wie in Kriegszeiten zusammen als geschlossene Einheit eingesetzt wurden. Deren Mannschaften waren allerdings nicht beritten, sondern saßen auf extra verlängerten und mit Sitzpolstern versehenen Lafettenschwänzen der Geschütze („Wurst“ genannt) auf, während ansonsten gewöhnlicherweise die Kanoniere auf dem Marsch neben den Geschützen zu Fuß herliefen. Es handelte sich daher strenggenommen um fahrende und nicht um reitende Artillerie. Jede der 4 aufgestellten Batterien umfasste 6 sechspfündige Kanonen und 2 siebenpfündige Haubitzen. Aus der Tatsache, dass Batterien gebildet waren, ist zu schließen, dass diese an Brennpunkten der Schlacht als bewegliche Schwerpunktwaffe eingesetzt werden sollten. Einen Sonderfall bildete eine im Rahmen des Türkenkrieges 1788–1790 vorübergehend mit Husarenpferden beritten gemachte Batterie – hier kann man also wirklich von reitender Artillerie sprechen.
Die Anzahl der Artillerieregimenter wurde bis 1815 auf fünf vermehrt, ebenso erfuhr die Zahl der Cavallerie-Batterien Vermehrung, sie stieg bis 1850 auf 6 pro Artillerieregiment an. Problematisch war, dass die für die Bespannung erforderlichen Pferde in gesonderte Formationen gegliedert waren: Für zwei Cavallerie-Batterien war eine Bespannungsdivision erforderlich, die einen Leutnant, 6 Unteroffiziere, 3 Schmiede, einen Sattler, 122 Mannschaften und 203 Pferde umfasste, sodass für den Einsatz (im Manöver oder im Krieg) immer zwei Formationen zusammenwirken mussten: Ein Umstand, der erst in der zweiten Hälfte des 19. Jahrhunderts beseitigt wurde.
1854 wurden aus den 5 Artillerieregimentern zu je 24 Kompanien deren 12 zu 12 Batterien gebildet (also eines für jedes der damals bestehenden 12 Korps). Je Artillerieregiment bestanden 5 Cavallerie-Batterien. 1863 wurden schließlich die bis dahin in Gebrauch befindlichen glatten Vorderlader durch Vierpfünder M1863 mit gezogenem Rohr ersetzt, wodurch die Schussweite erheblich gesteigert wurde. 1868 wurde die Zahl der Cavallerie-Batterien vermindert, jedes Artillerieregiment behielt nur 2 Cavallerie-Batterien, nur im 6. und 11. Artillerieregiment verblieben je 5, im 12. Artillerieregiment 4 Cavallerie-Batterien, zusammen waren es also 32. 1875 wurde endlich ein Hinterladergeschütz, die 8-cm-leichte Feldkanone 75 im Heer eingeführt.
1876 kam es zur wohl bedeutendsten Umgliederung: Unter Auflösung aller bisherigen Cavallerie-Batterien wurden 10 reitende Batterien gebildet, deren Mannschaften allesamt (wie in anderen Heeren auch) beritten waren. Die 10 Batterien waren zu jeweils 2 Stück für die 5 Kavallerie-Divisionen vorgesehen. Der Friedensstand einer derartigen reitenden Batterie betrug 4 Offiziere, 129 Unteroffiziere und Mannschaften, 6 bespannte Geschütze und 109 Pferde, der Kriegsetat 60 Mannschaften und 104 Pferde mehr. 1882/3 wurde nach Bildung von 3 weiteren Kavallerie-Divisionen die Anzahl der reitenden Batterien auf 16 erhöht. In der zweiten Hälfte der 1890er Jahre wurde bei der Reitenden Artillerie die 8-cm-leichte Feldkanone 75 durch die 9-cm-Feldkanone 75/96 ersetzt.
Im Jahr 1908 wurde die neue 8-cm-Feldkanone 05 (mit Rohrrücklauf) bei der Reitenden Artillerie eingeführt, gleichzeitig die Batterien umgebildet: pro Kavalleriedivision hatte die zugehörige Reitende Abteilung jetzt nicht mehr zwei Batterien zu 6, sondern drei Batterien zu 4 Geschützen. Im Winter 1913/14 wurde zusammen mit einer 9. Kavalleriedivision eine weitere Reitende Abteilung zu 3 Batterien aufgestellt. So zog die österreichisch-ungarische Streitmacht in den Ersten Weltkrieg.
Das Heer der österreichischen Ersten Republik gab es keine kavalleristischen Großverbände und daher auch keine reitende Artillerie mehr.

### Belgien
Belgien hatte in den 1870er Jahren 4 Feldartillerie-Regimenter, von diesen hatten 2 (neben je 7 fahrenden) je 2 Reitende Batterien, jeweils zu 6 Geschützen, 115 Mann und 113 Pferden. Dies änderte sich bis 1914 nicht.

### Frankreich
In Frankreich wurde Reitende Artillerie (artillerie à cheval) erstmals in Stärke von 2 „détachements“ (später in Kompanien umgewandelt) im Oktober 1791 eingeführt. 1792 wuchs die Zahl der Kompanien auf 40 und schließlich auf 90. Man gliederte sie 1794 zunächst den Artillerie-Fuß-Regimentern („régiment d' artillerie à pied“) an, formierte sie dann aber 1795 in 9 leichte Artillerie-Regimenter („regiment d' artillerie légère“) zu je 10 Kompanien. Die Anzahl wurde später auf 8 Regimenter zu jeweils 6 Batterien, jede üblicherweise ausgestattet mit vier 6-Pfünder-Kanonen und zwei Haubitzen, reduziert und blieb in dieser Stärke unverändert bis 1815. Anschließend wurde die Zahl der Regimenter bis 1820 auf 4 zu je 6 Batterien vermindert, hinzu kam die Königliche Garde mit 4 reitenden Batterien. 1829 erfolgte eine weitere Umgliederung: Die bisherigen Artillerie-Regimenter (so auch die reitenden) wurden aufgelöst, stattdessen ein Garde-Artillerie-Regiment und 10 Linien-Artillerie-Regimenter gebildet: jedes dieser 11 Regimenter hatte unter anderem drei reitende Batterien zu je 4 Kanonen und zwei Haubitzen. Ab 1858 führte Frankreich -auch für die reitenden Batterien- gezogene Vorderlader-Geschütze nach dem La-Hitte-System ein. Nach erneuter Umgliederung umfasste die französische Reitende Artillerie 1870 ein Reitendes Garde-Artillerie-Regiment zu 6 Batterien und 4 Reitende Linien-Artillerie-Regimenter zu je 8 Batterien.
Nach der Niederlage 1871 wurde die französische Armee erneut umformiert, 1873 umfasste sie 19 Abteilungen zu je 3 Batterien reitender Artillerie in den jeweiligen Korps-Artillerie-Regimentern. Ab 1886 war von diesen 3 Batterien des Korps meist eine einer der 6 französischen Kavallerie-Divisionen ständig zugeteilt, sodass jede Kavallerie-Division über 2–3 reitende Batterien verfügte. 1894 sank die Zahl der reitenden Batterien auf 52 und 1907 auf 36. Spätestens ab 1909 war die reitende Artillerie, jetzt auf 16 Batterien zusammengeschmolzen, nur noch als Divisions-Artillerie der bestehenden 8 Kavallerie-Divisionen gedacht, nicht mehr im Rahmen der Korpsartillerie zum schnellen Eingreifen an Brennpunkten. Bis 1914 vermehrte Frankreich die Zahl seiner Kavallerie-Divisionen auf 10, bei jeder dieser Divisionen befand sich eine Reitende Abteilung zu zwei Batterien zu je 4 Geschützen der 75mm-Feldkanone mle.1912 Schneider. Dieses Geschütz bewährte sich nicht und wurde noch während des Ersten Weltkrieges durch die auch sonst übliche Canon de 75 mm modèle 1897 ersetzt.
Im Zweiten Weltkrieg hatte die französische Armee zwar noch fünf „Divisions Légères de Cavalerie“ (DLC), deren Artillerie war indessen vollständig motorisiert.

### Großbritannien
Im Jahr 1783 stellte Großbritannien zwei „troops“ einer Royal Horse Artillery (kurz: RHA) auf, jeder „Troop“ umfasste sechs 6-Pfünder und entsprach daher etwa einer Batterie. Wie in Preußen, waren alle Bedienungsmannschaften beritten. Die troops, später „battery“ genannt, erhielten zu ihrer Kennzeichnung keine Zahlen, sondern Buchstaben, und waren zu je zwei Stück in einem „batallion“, später „brigade“ genannt, zusammengefasst. Ihre Zahl wurde im Laufe des 19. Jahrhunderts ständig vermehrt, da sie aufgrund ihrer Beweglichkeit in der Lage waren, große Entfernungen insbesondere in den Kolonien (Indien, Südafrika) leichter zurückzulegen.
1914, kurz vor Ausbruch des Ersten Weltkrieges, existierten 25 batteries RHA, in 13 brigades. Sie waren jeweils mit sechs 15-Pfünder Schnellfeuer-Kanonen ausgestattet, einem Rohrrücklaufgeschütz, das leichter war als das normale Feldgeschütz und keinen Schutzschild hatte. Die Batterien verteilten sich wie folgt:
13 batteries in 7 brigades in Großbritannen: batteries C, D, E, F, G, H, I, J, K, L, O, P, R
11 batteries in 6 brigades in Indien: batteries A, B, M, N, Q, S, U, V, W, X, Y
eine battery (T) in Ägypten.
Nach dem Ersten Weltkrieg wurden die Batterien der RHA vermindert, teilweise auch motorisiert, letztere behielten aber trotz Motorisierung die Bezeichnung „Royal Horse Artillery“ und nahmen als solche am Zweiten Weltkrieg teil, hierbei wurde die Bezeichnung „brigade“ 1939 in „regiment“ geändert.
Eine der letzten berittenen Artillerieeinheiten für Zeremonialanlässe ist der King’s Troop, Royal Horse Artillery der British Army, die zusammen mit anderen Zeremonialeinheiten für Staatsanlässe Paraden durchführt.

### Italien
Im Königreich Sardinien gab es ab 1831 eine Reitende Batterie, die aber später wieder einging. Danach wurde Reitende Artillerie (Artiglieria a cavallo) in Italien erstmalig durch Gesetz vom 29. Juni 1882 zum 1. Januar 1894 in Stärke von 2 Abteilungen („brigate“) zu je 2 Batterien aufgestellt. Ein Abteilungsstab umfasste Kommandeur (Stabsoffizier), Adjutant (Leutnant), Veterinär und 4 Unteroffiziere, eine Batterie 3 Offiziere, 120 Unteroffiziere und Mannschaften, 80 Pferde und 6 Geschütze. Später kam eine dritte Abteilung hinzu. Diese 3 Abteilungen traten mit Mobilmachung 1915 zu je einer der drei Kavallerie-Divisionen. Diese drei Kavallerie-Divisionen blieben nach dem Ersten Weltkrieg bestehen, ihre drei Reitenden Abteilungen waren in einem Artillerie-Regiment zusammengefasst.
Sie existierten im Prinzip auch noch zu Beginn des Zweiten Weltkrieges, die Divisionen hießen jetzt „Divisione Celere“ (= schnelle Division). Sie hatten jetzt jede ein Artillerie-Regiment, bestehend aus zwei motorisierten Feldartillerie-Abteilungen (zu drei Batterien) und einer reitende Abteilung Artillerie zu jetzt drei Batterien zu je 4 Geschützen Cannone da 75/27 modello 06.

### Japan
Im japanischen Heer gab es 1914 zwei reitende Batterien, die aber in den 1920er Jahren aufgelöst wurden.

### Polen
Nachdem es 1919 seine Selbständigkeit erlangt hatte, stellte Polen eigene Streitkräfte auf, hierzu zählten 11 Kavallerie-Brigaden, die alle auch 1939 noch bestanden. Jede Kavallerie-Brigade hatte eine Abteilung Reitende Artillerie zu drei Batterien zu je 4 Geschützen. Der hohe Anteil an Kavallerie hatte insbesondere angesichts der Weite des Landes einerseits und seiner Wegearmut andererseits durchaus seine Berechtigung. Die Geschütze waren ehemals russische Feldkanonen des Musters 76,2 mm Feldkanone 1902, die in den 1920er Jahren auf 75 mm umgeseelt worden waren, um die gleiche Munition wie die für die übrige Artillerie eingeführte französische Canon de 75 mm modèle 1897 verschießen zu können, und die seither die Bezeichnung 75mm-Feldkanone 02/26 führte.

### Russland
In Russland gab es Reitende Artillerie (конная артиллерия) seit 1794. Im 19. Jahrhundert diente sie als Begleitartillerie für Kavallerie-Divisionen, sie bestand seit 1869 aus vier Garde-Reitenden Batterien und 7 reitenden Brigaden zu je 2 Batterien, jede Batterie zu 8 Vierpfündern Modell 1867. Ab 1878 wurde ein neues Geschütz, die 87-mm-Leichte-Feldkanone M1877 eingeführt, die Batterien wurden auf 6 Geschütze vermindert, der Friedensetat einer Batterie betrug jetzt 1 Stabsoffizier, 2 Hauptleute, 2 Leutnants, 14 Unteroffiziere, 192 Mann, 156 Pferde. Im Jahr 1896 bestand die reitende Artillerie aus 69 Batterien und umfasste 410 Geschütze.
Nach der Jahrhundertwende wurde bei der reitenden Artillerie die 76,2-mm-Feldkanone M1902 eingeführt, hatte jedoch aus Gewichtsersparnisgründen keinen Schutzschild. Man scheint mit diesem Geschütz für reitende Batterien nicht recht glücklich gewesen zu sein, denn unmittelbar vor dem Ersten Weltkrieg experimentierte man mit einer Neuentwicklung der Firma Schneider aus Frankreich. Zu dessen Einführung ist es indessen nicht gekommen. Bei Kriegsausbruch umfasste am 1. August 1914 die reitende Artillerie 432 Geschütze bei der Truppe (das entspricht 72 Batterien zu 6 Geschützen) und 17 in Depots.

### Schweden
Bereits sehr früh (schon 1797) führte auch Schweden reitende Artillerie ein (zwei Batterien). 1914 bestand eine Reitende Abteilung zu drei Batterien für eine im Kriegsfall aufzustellende Kavallerie-Division.

## Trivia

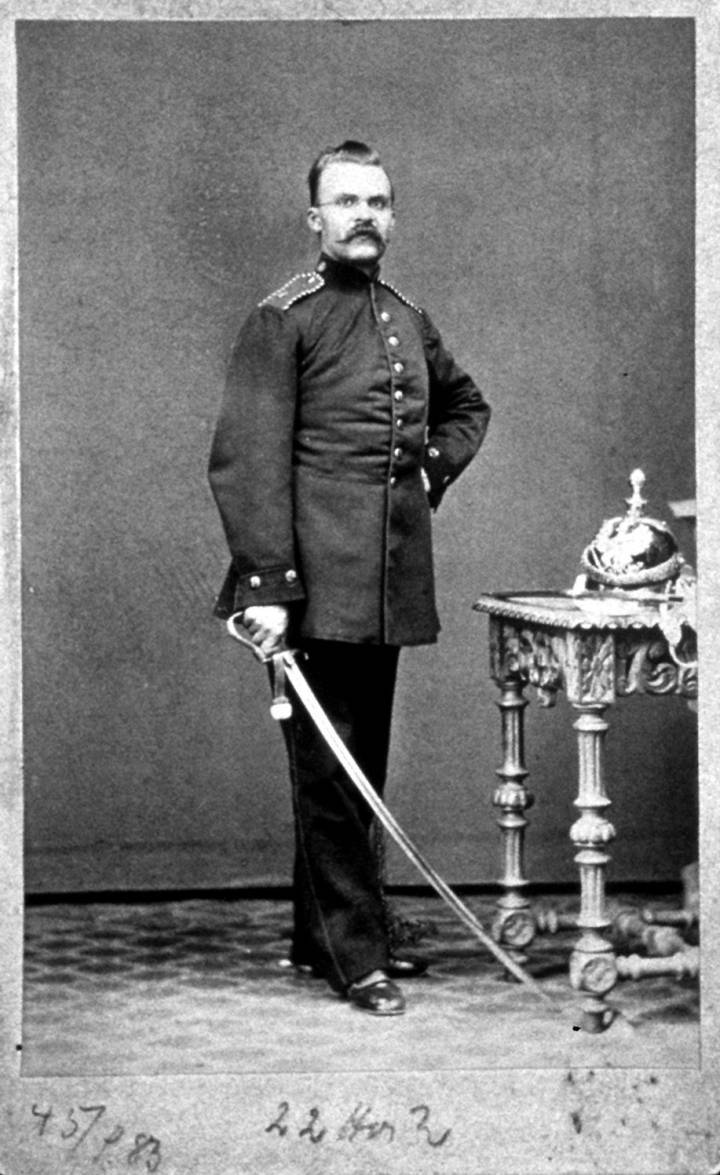
Nietzsche als Artillerist, 1868

Friedrich Nietzsche diente als Einjährig-Freiwilliger 1868 in der Reitenden Abteilung des preußischen Feldartillerie-Regiments 4 in Naumburg (Saale).
Da die Reitende Artillerie vielfach den Kavallerie-Divisionen zugeteilt war und sich auch in der Uniformierung an die Kavallerie anlehnte, galt sie allgemein als die „feinere“ Artillerie: Besonders Adlige dienten, wenn schon bei der Artillerie, dann wenigstens bei reitenden Abteilungen. Andererseits gab es das Bonmot, die Reitende Artillerie könne zwar sehr gut reiten, aber schlecht schießen: Wenn das Kommando komme: „Feuer 200 Meter vorverlegen!“, werde nicht etwa die Rohrerhöhung geändert, sondern die Batterie protze auf, fahre 200 m vor, protze ab und nehme den Feuerkampf wieder auf.